# Wolfgang Philipp (Theologe)

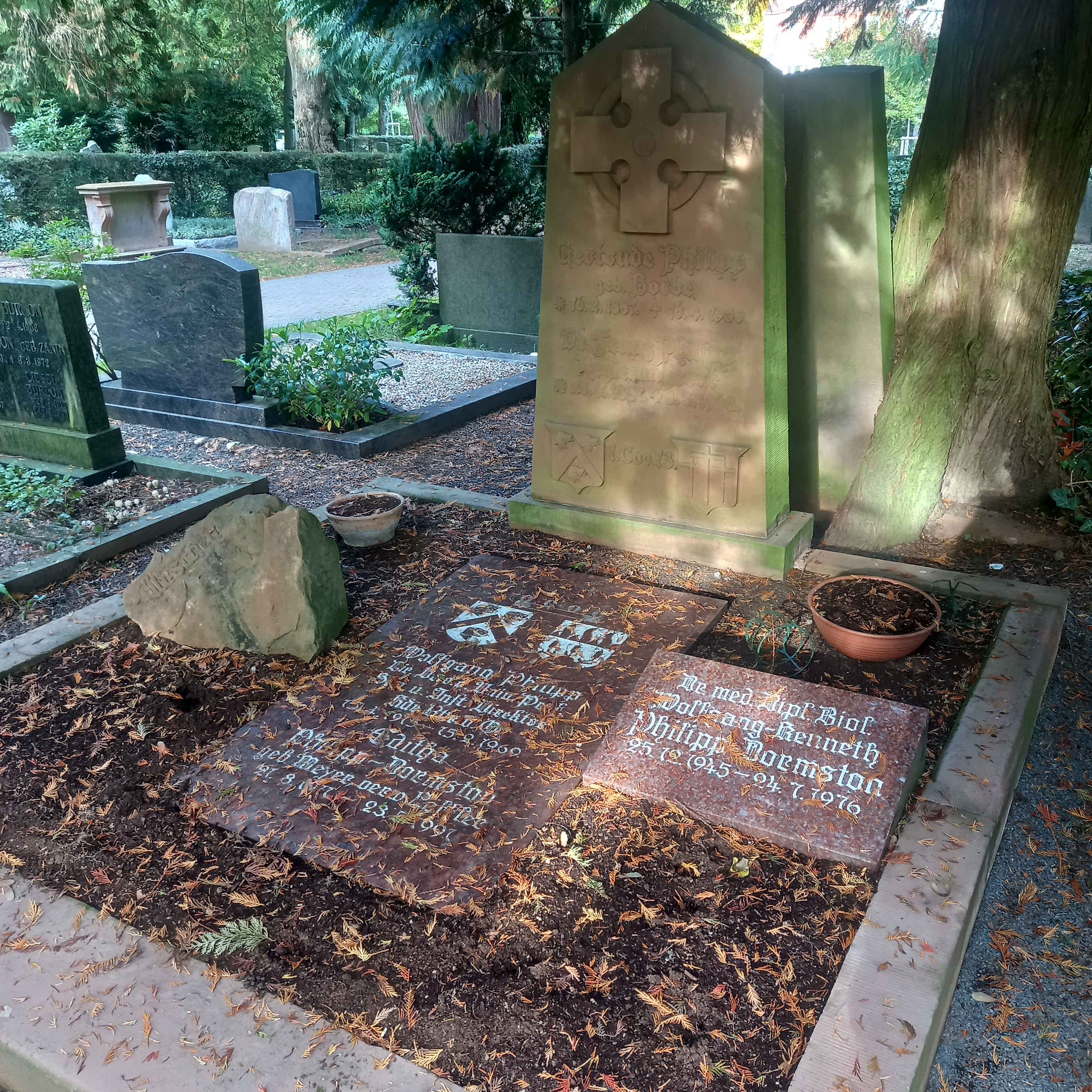
Das Grab von Wolfgang Philipp und seiner Ehefrau Editha geborene Meyer im Familiengrab auf dem Hauptfriedhof Marburg

Wolfgang Franz-Heinrich Otto Philipp (* 15. April 1915 in Königsberg in Preußen; † 15. Februar 1969 in Frankfurt am Main) war ein deutscher protestantischer Theologe. Er gilt als Begründer der wissenschaftlichen Irenik.

## Leben
Philipp hatte schottische Vorfahren. Er wurde 1915 als Sohn eines Pädagogen und Fachpsychologen und seiner Frau, einer Lehrerin, geboren. Von 1933 bis 1938 studierte er u. a. Philosophie, Psychologie und evangelische Theologie an der Reichsuniversität Königsberg. 1939 wurde er mit der Dissertation Weibwerdung oder Mutterrecht zum Dr. phil. promoviert. Bei Martin Noth erwarb er ein Lizenziat. 1943 habilitierte er sich mit der Arbeit Sterbende und Auferstehende Götter.
Nach den theologischen Prüfungen 1939 und 1943 wurde er zum Kriegsdienst eingezogen. Zuletzt diente er als Oberleutnant der Panzertruppe des Heeres der deutschen Wehrmacht. Er wurde verwundet und verblieb bis 1947 in einem Lazarett.
Von 1947 bis 1951 war er Pfarrer in verschiedenen Einrichtungen in Marburg. 1953 erhielt er die Lehrberechtigung für Kirchliche Volkskunde. 1954 erfolgte die Umhabilitation für Systematische Theologie. 1956 wurde er zum außerplanmäßigen Professor und 1964 zum ordentlichen Professor für evangelische Theologie an der Universität Frankfurt am Main ernannt. 1966 gründete er das Institut für wissenschaftliche Irenik. Er trat u. a. als Interpret des Theologen und Religionsphilosophen Paul Tillich in Erscheinung.

## Auszeichnungen und Mitgliedschaften
- Ehrenritter des Johanniterordens
- Mitglied der Harvard International Seminar Association

## Schriften (Auswahl)
- Weibwertung oder Mutterrecht? Eine grundsätzliche Arbeit über Rasse und Gesittung, Bachofens Geisteserbe und die Keltenfrage (= Schriften der Albertus-Universität. Geisteswissenschaftliche Reihe, Bd. 35). Ost-Europa-Verlag, Königsberg (Pr.)/Berlin 1942.
- Die christlichen Kirchen in der Welt. Kirchenkunde und Glaubenslehre im Abriss. Kesselring, Wiesbaden 1951.
- Das Werden der Aufklärung in theologiegeschichtlicher Sicht (= Forschungen zur systematischen Theologie und Religionsphilosophie, Bd. 3). Vandenhoeck & Ruprecht, Göttingen 1957.
- Die Absolutheit des Christentums und die Summe der Anthropologie. Quelle & Meyer, Heidelberg 1959.
- Religiöse Strömungen in unserer Gegenwart. Quelle & Meyer, Heidelberg 1963.
- Hrsg.: Das Zeitalter der Aufklärung (= Klassiker des Protestantismus. Bd. 7). Schünemann, Bremen 1963.
- Hrsg.: Der Protestantismus im 19. und 20. Jahrhundert (= Klassiker des Protestantismus. Bd. 8). Schünemann, Bremen 1965 (Nachdruck 1988).
- Trinität ist unser Sein. Prolegomena der vergleichenden Religionsgeschichte (= Studia Irenica, Bd. 26). Gerstenberg, Hildesheim 1983